# Phil Harvey
Phil Harvey nacido como Philip Christopher Hammond Harvey  el 29 de agosto de 1976 en Bristol, Gloucestershire) es el antiguo representante y director creativo regularmente de Coldplay.

## Primeros años
Asistió al internado de secundaria Sherborne School en Dorset desde 1990 a 1995, donde inició amistad con un recién llegado Chris Martin quien iba un curso menor al de él. Junto a varios amigos formó el grupo de blues The Rocking Honkies donde Martin formó parte, poco tiempo después Harvey abandonó el grupo. Finalmente se graduó como el segundo mejor de su clase y decidió estudiar Clásicos en la Trinity College de Oxford.

## Asociación con Coldplay
Su padre nació el 19 de diciembre de 1948, mientras que su madre el 7 de diciembre de 1953, él es el mayor de tres hijos.
Habiendo compartido con la banda y asistido a parte de los ensayos desde sus inicios (Pectoralz y Starfish)  paralelamente a sus estudios, en 1998 Chris Martin se quejó con Phil acerca de uno de los promotores de Camden que habían conseguido, y él sugirió montar su propio evento en Dingwalls en Camden. Fue aquí que se las arreglaron para vender los primeros cincuenta ejemplares del Safety EP, que Phil mismo había ayudado a financiar junto con su padre (Christopher Harvey) y su compañero de habitación en Oxford. En general, se puede decir que a partir de ese momento se lo podía considerar como el mánager de la banda. 

Después de haber abandonado finalmente su carrera en Oxford para dedicarle tiempo a la banda, llevó a cabo el papel sin ayuda hasta principios de 2001, cuando el estrés de realizar un trabajo que por lo general requiere un equipo de personas, le obligó a tomar un largo descanso. Declarando luego que los BRIT Awards del año 2001 fue su peor momento: 
Me sentía muerto cuando en realidad debería sentirme en la cima del mundo. La banda había ganado los premios a Mejor Banda Británica y Mejor Álbum del Año y en todo lo que podía pensar era en dormir. Dos días después me llamó mi médico diciéndome que ella estaba preocupada de que cayera en coma.
En 2002, antes del lanzamiento del álbum A Rush of Blood to the Head, Phil tomó un descanso del grupo y dejó de ser su mánager, ya había tenido varios enfrentamientos y se había desgastado parte de su amistad con Martin. Durante este tiempo vivió en Argentina y Australia, estudiando psicología en este último en la Universidad de Melbourne. Regresaría en 2006 y, hasta la actualidad se le ve junto al grupo en las giras, en causas benéficas o en el estudio de grabación. 
Dave Holmes tomó su lugar de mánager, pero aun así sigue siendo citado por la banda como su quinto miembro honorario, por ejemplo en la notas de línea para los álbumes A Rush of Blood to the Head, Viva la Vida or Death and All His Friends, Prospekt's March, Ghost Stories y A Head Full of Dreams. Su contribución a la banda fue mencionada por Coldplay en un comunicado para los Wikipedistas entusiastas en su página web en 2008, pidiendo a sus fanes y Wikipedia rectificar los datos en la página, «(...) Coldplay oficialmente tiene cinco miembros, con el misterioso Sr. Phil Harvey formando el quinteto.» En su Myspace y página de Facebook, ellos lo describen como "El sabio, guapo, aterrador que nos dice qué hacer".
Harvey se preocupa por todos los problemas que enfrenta la banda y ahora, después del período 'oscuro', es capaz de manejar mejor situaciones complejas en las que ha aprendido a manejar el estrés, sin olvidar lo que tuvo que enfrentar en el pasado. Precisamente por ese motivo, Phil es voluntario de Upbeat, una comunidad liderada por un proyecto de salud mental con sede en Camden, que tiene como objetivo ayudar a los músicos que tienen dificultades para aprender y manejar el estrés a través de lecciones específicas. 
Creación de la Xyloband

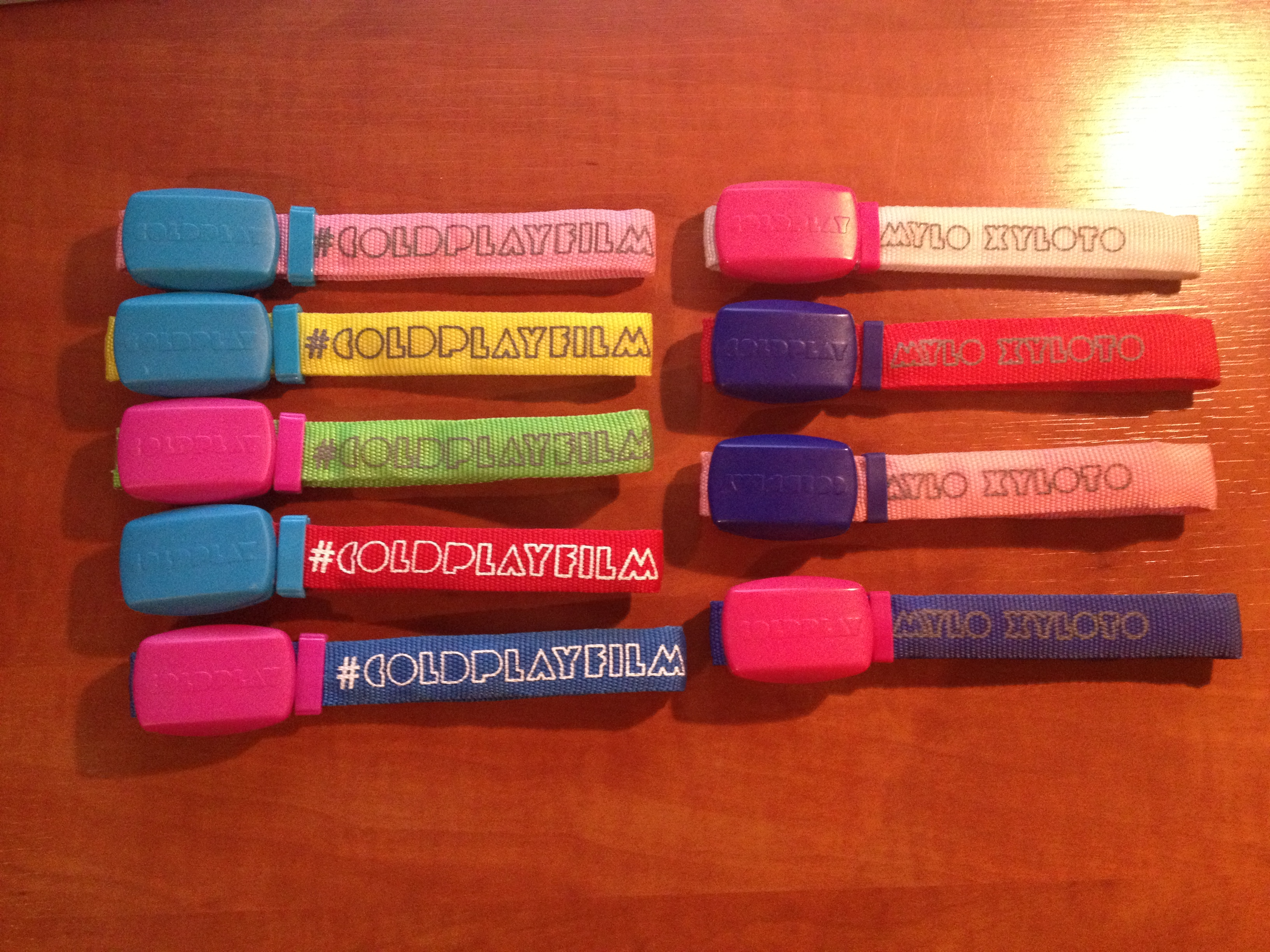
Primeras xylobands para la gira Mylo Xyloto.

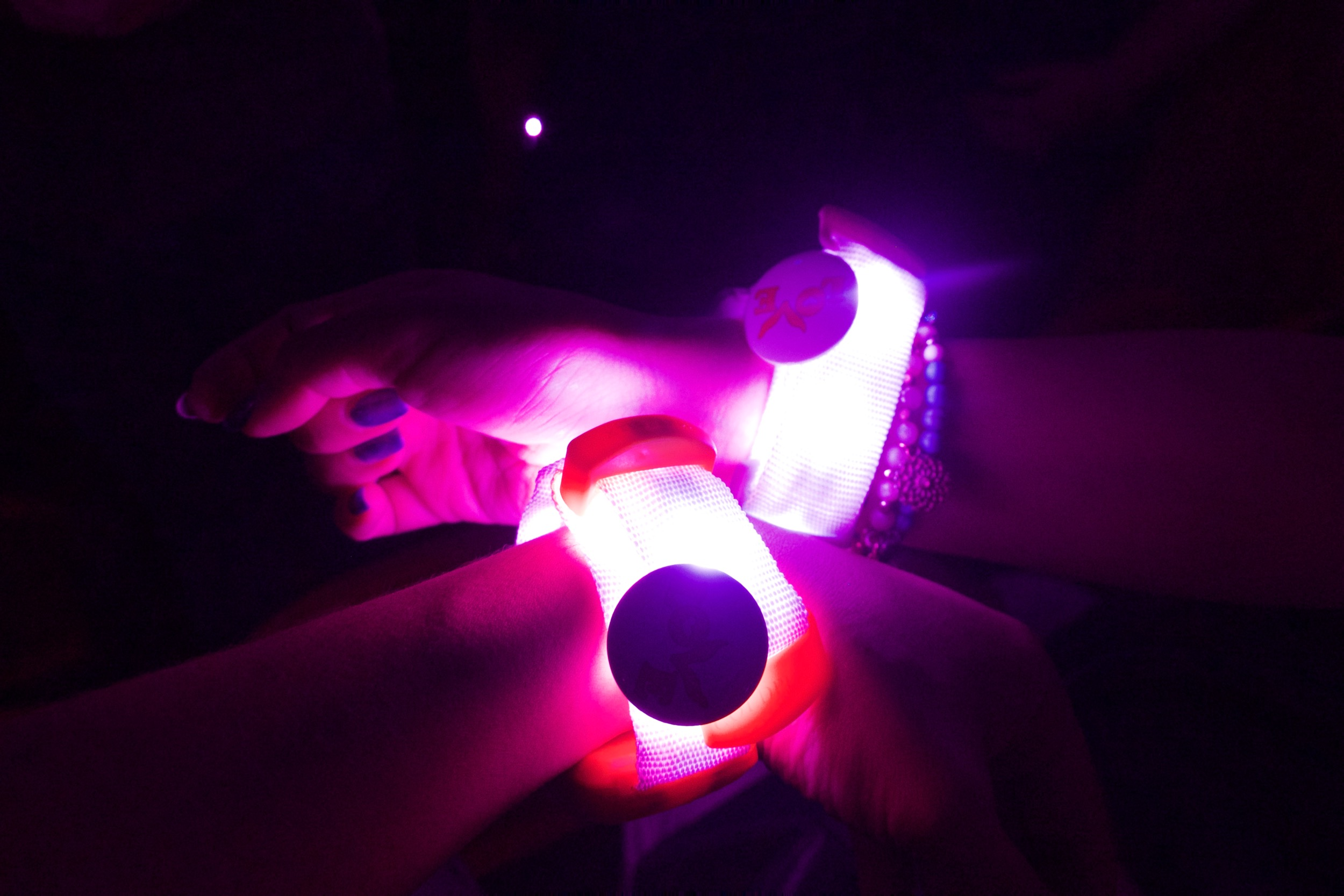
Xylobands funcionando durante un concierto de la gira A Head Full of Dreams.

Es el impulsor junto a Jason Regler (creador que le presentó la idea) de la invención patentada de las Xylobands (pulseras de luz) que se fabrican para cada espectador que asista a los conciertos masivos de la banda. Tienen un mecanismo que funciona a control remoto llevando un patrón de iluminación de varios colores que imita los diferentes ritmos de las canciones. Fueron introducidas por primera vez en la gira Mylo Xyloto y en el videoclip del sencillo Charlie Brown del respectivo álbum Mylo Xyloto.

### Vida personal
Es muy discreto respecto a su vida privada, pero se conoce que está casado con Yasmin Harvey y tienen dos hijos juntos, Rofi y Max Harvey.

## Apariciones en vídeos musicales
Harvey ha hecho cameos en cuatro vídeos musicales de la banda británica. Su primera fue en el de "Life in Technicolor II" como uno de los hombres grabando a los títeres, la segunda en Christmas Lights como uno de los hombres representando a Elvis Presley, en el vídeo de Paradise como uno de los guardias de zoológico que persiguen al "elefante" escapado del zoológico interpretado por Chris Martin y, en el del sencillo A Sky Full of Stars disfrazado de koala.